# واکنش بایلیس–هیلمن
واکنش بایلیس–هیلمن (انگلیسی: Baylis–Hillman reaction) گونه‌ای از واکنش جفت شدن در شیمی آلی است که منجر به تشکیل پیوند کربن-کربن می‌شود. این واکنش بین یک آلدهید و یک آلکن و در حضور آمین‌های نوع سوم(مثلاً دی‌ای‌بی‌سی‌او) یا فسفین‌ها انجام می‌گیرد.